# Paul Sarbanes
Paul Spyros Sarbanes (ur. 3 lutego 1933 w Salisbury, zm. 6 grudnia 2020 w Baltimore) – amerykański polityk, senator ze stanu Maryland (wybrany w 1976 i ponownie w 1982, 1988, 1994 i 2000), członek Partii Demokratycznej. Nie ubiegał się o ponowny wybór do Senatu w 2006.
Jego rodzice byli imigrantami z Grecji.